# Futun al-Adiliya
Futun al-Adiliya, död efter 1200, var en ayyubidisk qiyanpoet och -musiker.
Hon var slav till sultan Al-Adil I (regent 1200–1218).
Futun al-Adiliya skänktes till al-Adil I, den ayyubidiske sultanen och bror till Saladin, av den bysantinska kejsaren. Hon beskrivs som en vacker, åtråvärd kvinna som var väl insatt i att spela musikinstrument och poesi. Källorna rapporterar att hon som belöning för några dikter bad sin herre om en önskan, och att en kristen fånge sedan löstes ut.
I klassisk arabisk litteratur nämns hon bland annat i Ibn Fadlallah al-Umaris (1301–1349) huvudverk, lexikonet Masālik al-abṣār fī mamālik al-amṣār, i hans kapitel om kända sångarslavar.